# Zhou Yimiao
Zhou Yimiao (chiń. upr. 周弈妙; pinyin Zhōu Yìmiào, ur. 7 lutego 1991 roku w Hubei) – chińska tenisistka.
Tenisistka występująca głównie w turniejach rangi ITF. Zadebiutowała w 2005 roku, w wieku czternastu lat, w kwalifikacjach do dużego turnieju ITF (50 000 $) w Pekinie. Zagrała tam z dziką kartą, przyznana jej przez organizatorów ale odpadła w drugiej rundzie tych kwalifikacji, przegrywając z Agnes Szatmari. Po raz pierwszy w turnieju głównym zagrała w lipcu 2006 roku, w Chongqingu ale przegrała już w pierwszym meczu i odpadła z turnieju. Do końca roku kontynuowała grę w turniejach ITF a największymi jej osiągnięciami z tego okresu były dwa finały w grze podwójnej, we Vlaardingen i w Enschede (oba w parze z Guo Xuanyu). W październiku 2007 roku wygrała swój pierwszy turniej singlowy, w Pekinie, pokonując w finale Japonkę Kumiko Iijima a w marcu 2008 roku pierwszy turniej deblowy, w Kalgoorlie, gdzie w parze z Li Ting, pokonały japońską parę Natsumi Hamamura i Remi Tezuka. W sumie wygrała sześć turniejów singlowych i osiem deblowych rangi ITF.
Pierwszy kontakt z rozgrywkami cyklu WTA odnotowała we wrześniu 2007 roku, biorąc udział (dzięki dzikiej karcie) w kwalifikacjach do turnieju w China Open w Pekinie. Dotarła tam do drugiej rundy kwalifikacji, przegrywając w niej z Yuan Meng. W lutym 2008 roku wygrała kwalifikacje do turnieju Pattaya Women's Open, pokonując w nich takie zawodniczki jak: Yurika Sema, Shikha Uberoi i Junri Namigata i awansowała do turnieju głównego, w którym przegrała w pierwszej rundzie z Chan Yung-jan. Dwa lata później ponownie na tym samym turnieju wygrała kwalifikacje, pokonując tym razem Jekatierinę Iwanową i Tomoko Yonemurę, ale w pierwszej rundzie turnieju głównego spotkała się ze swoją pogromczynią sprzed dwóch lat Chan Yung-jan i ponownie przegrała. W tym samym roku zagrała jeszcze w kwalifikacjach do turniejów wielkoszlemowych, Roland Garros i Wimbledon, ale za każdym razem odpadła po pierwszej rundzie.
W sierpniu 2013 roku odnotowała swoją najwyższą pozycję w światowym rankingu WTA - miejsce 127.

## Wygrane turnieje rangi ITF
| turnieje z pulą nagród 100 000 $ |
| turnieje z pulą nagród 75 000 $  |
| turnieje z pulą nagród 50 000 $  |
| turnieje z pulą nagród 25 000 $  |
| turnieje z pulą nagród 15 000 $  |
| turnieje z pulą nagród 10 000 $  |

### Gra pojedyncza
|    | Data       | Turniej    | Kat. | ($)    | Naw.   | Finalistka    | Wynik         |
| 1. | 14/10/2007 | Pekin      | ITF  | 25 000 | twarda | Kumiko Iijima | 6:1, 6:2      |
| 2. | 16/03/2008 | Kalgoorlie | ITF  | 25 000 | twarda | Ellen Barry   | 7:5, 6:2      |
| 3. | 22/02/2009 | Kanton     | ITF  | 10 000 | twarda | Liang Chen    | 6:3, 4:6, 6:0 |
| 4. | 08/03/2009 | Sydney     | ITF  | 25 000 | twarda | Yurika Sema   | 6:3, 6:4      |
| 5. | 17/01/2010 | Pingguo    | ITF  | 25 000 | twarda | Ana Jerasimu  | 6:3, 6:0      |
| 6. | 12/05/2013 | Seul       | ITF  | 15 000 | twarda | Han Na-lae    | 6:2, 6:1      |